# 奥斯马伊·阿科斯塔
奥斯马伊·阿科斯塔（西班牙語：Osmay Acosta，1985年4月3日—），生于哈瓦那，古巴男子拳击运动员。他曾代表古巴参加2008年夏季奥林匹克运动会拳击比赛，获得男子91公斤级铜牌。